# 東奈良遺跡
東奈良遺跡（ひがしならいせき）は、大阪府茨木市の南部、南茨木駅から東側一帯にある、弥生時代の大規模環濠集落や古墳時代、中世の遺構を含む複合遺跡。出土鎔笵関係遺物は国の重要文化財に指定されている。
1973年（昭和48年）、大阪万博とともに新設された南茨木駅周囲一帯の大規模団地建設の際に発見された。南茨木駅の東300メートルに出土品を所蔵・展示した市立文化財資料館がある。

## 概要

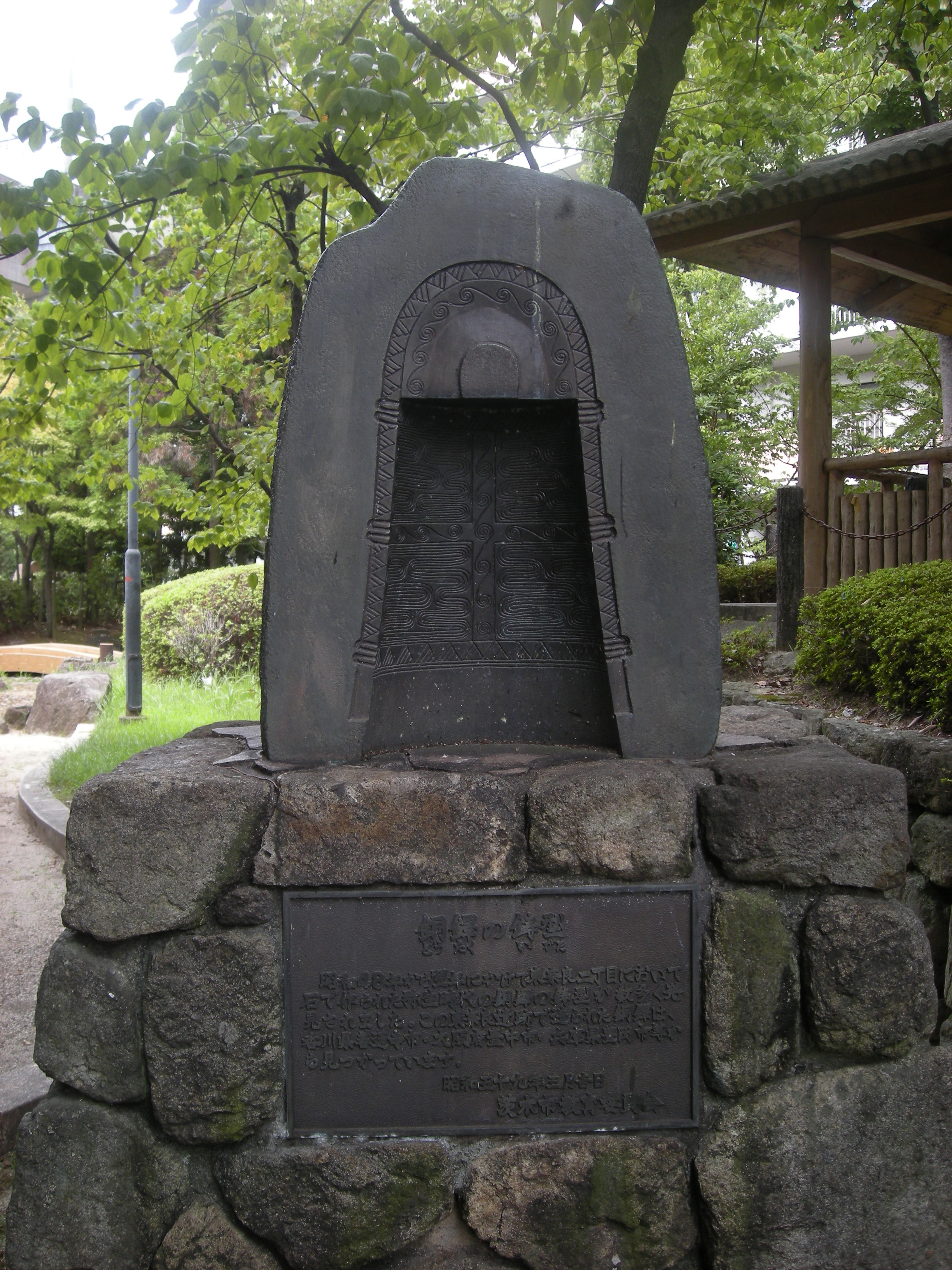
銅鐸鋳型出土記念碑

東奈良遺跡には、二重の環濠の内部に高床倉庫など大型建物や多数の住居があり、外部には広大な墓域もあった。発見された工房跡から、銅鐸の鋳型が35点も出土しており、ほかにも銅戈・勾玉などの鋳型が発掘されている。ここの鋳型で生産された銅鐸が、近畿一円から四国でも発見されている。
この集落が、奈良県の唐古・鍵遺跡と並ぶ当時日本最大級の銅鐸や銅製品の工房遺跡であり、弥生時代の日本の数多くの「クニ」の中でも、各地に銅鐸を配布することができるほど政治的に重要な位置を占めていたことがうかがえる。
また、高さが14.2センチメートルの小さな銅鐸が見つかっている。銅鐸の起源は解明されていないが、この銅鐸がその謎を解く鍵となる可能性もあるという。
この付近は「沢良宜（さわらぎ）」と呼ばれ、主な神社に「佐和良義神社」があり、迦具土神がまつられている。カグは銅の古語であり、サワラギもサワラ（銅器）ギ（邑）となることから、この一帯が銅製品の加工と関係が深かったことがうかがい知れる。
2013年（平成25年）10月1日から12月27日に行われた発掘調査では、弥生・古墳時代の溝などのほか、牛の足跡などが残る中世の水田跡も見つかった。

## 文化財

### 重要文化財（国指定）
- 摂津東奈良遺跡出土鎔笵関係遺物（考古資料） - 明細は以下。所有者は国（文化庁）、茨木市立文化財資料館保管。1983年（昭和58年）6月6日指定[2]。
  - 銅鐸鎔笵 残欠共 35箇
  - 銅戈鎔笵残欠 3箇
  - 勾玉鎔笵 残欠共 4箇
  - 附 羽口 残欠共 一括

## 関連文献
- 東奈良遺跡調査会『東奈良Ⅰ』東奈良遺跡調査会 1976年